# Georges Castera
Pour les articles homonymes, voir Castera.
Georges Castera fils, né le 27 décembre 1936 à Port-au-Prince et mort le 24 janvier 2020 à Pétion-Ville,,, est un un des plus grands poètes haïtiens contemporains. Son œuvre, écrite en créole et en français, marque toute une génération. Il est dessinateur. Il a aussi travaillé à titre de directeur littéraire aux éditions Mémoire, et a dirigé avec l'écrivain Rodney Saint-Éloi la revue d'art et de littérature Boutures.

## Biographie
Georges Castera commence à écrire très jeune, et se fait connaître à partir des années 1950 en publiant dans des journaux de Port-au-Prince. En 1956, il part faire ses études en Europe : deux ans en France, à Montpellier, puis onze ans en Espagne, où il étudie la médecine, qu’il abandonne finalement pour se consacrer à la poésie et à la politique. Il publie son premier texte en créole, Klou gagit, à Madrid en 1965.
Au début des années 1970, il s’installe à New York, où il mène une vie d’exilé politique du fait de son opposition à la dictature des Duvalier : 

« Après avoir mis fin à mes études de médecine pour me consacrer à la politique et à la poésie, une fois à New York, j’étais pour de bon en exil. Je ne pouvais plus retourner en Haïti sous peine d’être arrêté et fusillé. »

Pour Georges Castera, l’exil n’est pas mélancolique, mais l'occasion d’une ébullition artistique et militante : 

« De fait, j’étais un exilé, mais sans les problèmes de l’exilé qui se morfond d’être en dehors de son pays. En réalité, je n’ai jamais laissé Haïti pendant ces moments de dictature sanglante, obscurantiste. J’étais présent par la pensée en Haïti. L’exil fut pour moi une école politique, artistique et littéraire. J’y ai découvert le théâtre et le jazz moderne, le travail en usine, le travail organisationnel, etc. Et puis, il y avait déjà aux États-Unis des milliers d’Haïtiens, une communauté à organiser. Aucune nostalgie n’avait vraiment sa place dans la lutte. »

— Menard, Nadève, « 30 – Georges Castera : De la solidarité poétique », Écrits d'Haïti. Perspectives sur la littérature haïtienne contemporaine (1986-2006),Paris édition Karthala, 2011, pp.397-406.
Son entrée en poésie est dès le début pensée comme un acte militant, en ce qu’elle s’écarte d’un chemin déjà tout tracé pour lui, comme le rappelle Lyonel Trouillot, 

« Sa poésie, pourtant, ne tolère pas la nostalgie. Ce n’est pas au passé mais à la rébellion qu’elle est restée fidèle. L’entrée en poésie (en créole de surcroît, dans cette langue qui, dans les années 1950, n’est pas encore reconnue telle par les doctes comme par le grand monde), sa prise au sérieux comme un choix de vie et le lien primordial de son rapport au monde, constituera d’ailleurs la plus grande rébellion. Quand on se nomme Georges Castera fils, on se doit de devenir médecin comme son père, surtout après deux ans de France, onze ans d’Espagne. On ne transite pas quinze ans aux Etats-Unis à mener une vie d’ouvrier avant de revenir au pays les poches pleines de poèmes. »

— Trouillot, Lyonel , préface à L’encre est ma demeure, Arles, édition Actes Sud, 2006, p.9.
À New York, il publie son premier recueil de poésie en français, Le retour à l’arbre en 1974. Il travaille également avec les metteurs en scène Syto Cavé et Hervé Denis à des pièces en créole, telles que Tanbou Tibout-la bout ou Lèt ak sitron, et participe à la création de la troupe de théâtre Kouidor, qui se produit dès 1971.
Georges Castera rentre à Port-au-Prince en 1986, à la chute des Duvalier. S’ensuit pour lui une période de grande fertilité poétique : il écrit la plupart de ses essais et de ses recueils au cours des années 90 et au début des années 2000, dont Ratures d’un miroir et Les cinq lettres en 1992, Quasi parlando en 1993, Voix de tête en 1996 et Brûler en 1999, pour ne citer que ses productions poétiques francophones.
Il vit à Pétion-Ville, où il continue d’écrire. Son recueil le plus récent, Choses de mer sur blessure d'encre, a été publié en 2010.
Il meurt le 24 janvier 2020 à Pétion-Ville (Haïti), à l’âge de 83 ans.
Son neveu est le rappeur allemand Torch.

## Trou du souffleur
Le Trou du souffleur est le septième recueil de Georges Castera. Publié dans la collection Francophonie des éditions Caractères en 2006, il a reçu le prix Carbet la même année. Jean-Durosier Desrivières qui signe la préface du recueil, décrit Georges Castera comme un « poète majeur de la littérature haïtienne contemporaine » . Il souligne deux des principales raisons qui fondent selon lui l'importance du poète dans le paysage littéraire haïtien. Son engagement, d’abord, qu’il résume par cet aphorisme du poète : « En poésie, qui frappe par l’épée / périt par l’épure ». Georges Castera fait de sa parole poétique une arme politique, qui lui permet de dire la violence d’Haïti et de Port-au-Prince, comme dans « Télégramme »,

« en Haïti STOP
mourir est une fin de semaine  
comme une autre STOP »

— Trou du souffleur, Paris, Caractères, 2006, p.43.
La manière dont il manie le créole et le français, ensuite, pour sculpter au fil de leurs entrelacements un interlecte. Chaque langue travaille à l’intérieur de l’autre, si bien que Jean-Durosier Desrivières en vient à parler d’une « sextualité », source fertile de néologismes (« âmeçon », « néante-moi », ou la « catastrophe » de « Courrier du moi(s) », transformée en verbe – « je catastrophe » – puis en « cadastrophe », pour n’en citer que quelques-uns).
Le recueil est caractéristique de ce qui fait la spécificité de la poésie de Georges Castera : les images naissent d’oppositions qui s’entrechoquent, fonctionnant sur le mode de la fusion conflictuelle. Le poète y fait cohabiter les contraires, sans pour autant supprimer ni aplanir le relief des contrastes. La dualité majeure que le poète s’attache à travailler est celle qui structure la binarité vie/mort. La plupart de ses images articulent violence et sensualité ; c’est ce qui fait dire à Jean-Durosier Desrivières, en conclusion de sa préface que « les mots, acteurs au grand souffle, ancrés dans l’ambigüité, continueront à jouer au coeur de la scène de l’écriture le drame du plaisir, de la souffrance, et de la jouissance. »

### Citations
Chaque figure du discours poétique est habitée par une violence symbolique, intrinsèque à la démarche métaphorique. Voici trois extraits dont les images reposent sur la conjugaison de principes antagonistes : 

« […] elle est venue la mer
laver son sel dans nos larmes
elle est venue recharger en sel 
sa fureur cendreuse 
du même pas de mer 
du même pas de terre 
profonde criblée d’étoiles mortes […] »

— "Tu as l'étreinte heureuse"

« Place ta chaise 
face à l’horizon
et traverse les murs avec moi

j’apprends à parler aux pierres 
à parler papier plus dur que pierres  

si je parle d’une voix véhémente 
ferme-moi la bouche avec ta culotte 
abandonnée aux cafards […] »

— "Ecriture horizon"

« En quête d’eau 
l’enfant balourd a bu 
le breuvage lépreux de la lampe 
pour devenir tout soudain
fleurissement de la lumière 
floraison de son futur  

jusqu’au petit matin 
il porta chose curieuse 
des papillons qui se mirent 
à parler et à chanter 
comme l’eau introuvable des constellations […] »

— "Exploration"

## Distinctions
- 1994 : Special Tribute to Georges Castera, « Kònen lambi Libète IV », Talk House, Miami Beach.
- 1995 : Poète invité par Haitiana Publications, Soirée de poésie, New York.
- 1995 : Hommage au poète Georges Castera, École Normale Supérieure, Port-au-Prince.
- 2001 : Soirée en hommage à Georges Castera, Bibliothèque Félix Morisseau-Leroy, Port-au-Prince.
- 2001 : Invité d’honneur dans le cadre de « Lire en Fête » à Paris, 7e Salon du Livre de la Plume Noire.
- 2001 : Ouverture de la Bibliothèque Georges Castera au Limbé, Haïti.
- 2002 : Invité d’honneur, « Welklang – Nacht der Poesie », Potsdamer Platz, Berlin.
- 2004 : Soirée en hommage à Georges Castera à la Bibliothèque Monique Calixte de la FOKAL, Port-au-Prince.
- 2006 : Prix Carbet de la Caraïbe, pour Le Trou du souffleur.
- 2007 : Ordre National Honneur et Mérite, par l’État haïtien.
- 2012 : Le Festival Étonnants Voyageurs en Haïti prend pour thème le titre de l'anthologie dédiée à Georges Castera, L’encre est ma demeure.
- 2012 : Il est également l’écrivain d’honneur pour Livres en Folie, Port-au-Prince.
- 2018 : Son recueil de poème "Pwenba" est à l'honneur au Marathon du Livre à Petit-Goâve[8].

## Œuvres

### Poésie en créole
- Klou gagit, Madrid, s.n., 1965.
- Bwa mitan, New York, s.n.,1970.
- Panzou, New York, s.n., 1970.
- Konbèlann,  Montréal,  Nouvelle Optique, 1976.
- Jak Roumen, New York, Idées Nouvelles, Idées Prolétariennes (INIP), 1977.
- Biswit leta,  New York, INIP, 1978.
- Zèb atè, New York, INIP, 1980.
- Trip fronmi, New York, INIP, 1984.
- Pye pou pye, New York, INIP, 1986.
- Dan Zòrèy,  New York, INIP, 1986.
- Gate Priyè, Port-au-Prince, À Contre-courant, 1990.
- A wòd pòte (Voix de tête), Miami, À Contre-courant, 1993.
- Rèl, Miami, À Contre-courant, 1995.
- Filalang, Les Cayes, Dewill, 2000.
- Jòf, Port-au-Prince, Mémoire, 2001.
- Blengendeng bleng !, Port-au-Prince, Presses Nationales d’Haïti, 2006.
- Pwenba, Port-au-Prince, Atelier Jeudi Soir, 2012.
- Gout pa gout, Montréal, Mémoire d’encrier, 2012.
- Rabouch (antoloji), Port-au-Prince, Presses Nationales d’Haïti, 2012.

### Poésie en français
- Le Retour à l’arbre, (avec des dessins de Bernah Wah). New York, Calfou Nouvelle Orientation, 1974.
- Ratures d’un miroir, Port-au-Prince, Imprimerie Le Natal, 1992.
- Les Cinq lettres, Port-au-Prince, Imprimerie Le Natal, 1992; Montréal, Mémoire d’encrier, 2012.
- Quasi parlando, Port-au-Prince, Imprimerie Le Natal, 1993.
- Voix de tête, Port-au-Prince, Mémoire, 1996.
- Brûler, Port-au-Prince, Mémoire, 1999.
- Le Trou du souffleur, Préface de Jean-Durosier Desrivières, dessins de Georges Castera, Paris, Caractères, 2006. Prix Carbet de la Caraïbe.
- L’Encre est ma demeure, Anthologie établie et préfacée par Lyonel Trouillot. Arles, Actes Sud, 2006.
- Choses de mer sur blessures d’encre, Montréal, Cidihca, 2010.
- Attention peinture !, Port-au-Prince, C3 Éditions, 2013.
- Premiers poèmes en français de Georges Castera fils, Port-au-Prince, C3 Éditions, 2013.

### Théâtre
- Tanbou Tibout-la bout, plusieurs représentations dans des lycées à New York, 1970.
- Montage théâtral à caractère de mural, Montréal: Université du Québec; New York, McMillan Theatre à Columbia University; et à New York University, 1971.
- Participation de la troupe de théâtre Kouidor au Festival du Theatre Latino-américain, New York, 1971.
- Lèt ak sitron, New York, 1980. 12 pp.
- Boulva Jan Jak Desalin, Mise en scène de Hervé Denis, Textes de Georges Castera, Syto Cavé, Lyonel Trouillot, etc. Port-au-Prince, Théâtre national, 1987.
- Au coeur de la nuit, Mise en scène par Hervé Denis, Textes de Georges Castera, Syto Cavé, Lyonel Trouillot, etc. Port-au-Prince, Théâtre national, 1988.

### Poésie jeunesse
- Alarive lèzanfan, Port-au-Prince, Mémoire / Montréal, Planète rebelle, 1998.
- Bòs Jan / Jean le menuisier (créole-français, édition bilingue), Port-au-Prince, Mémoire, 1999.
- Pitit papa / Le père et l’enfant (créole-français, édition bilingue), Port-au-Prince, Mémoire, 1999.
- Le cœur sur la main, Illustré par Mance Lanctôt, Montréal, Mémoire d’encrier, 2009.

### Sources numériques
- Chenald, Augustin, Georges Castera est tout un système, Le Nouvelliste, mis en ligne le 2 février 2012 [consulté 2 décembre 2019]. Disponible sur https://lenouvelliste.com/article/102270/georges-castera-est-tout-un-systeme.
- Saint-Eloi, Rodney, Georges Castera, Ile en Ile, mis en ligne le 30 septembre 2003, mis à jour le 10 janvier 2019 [consulté le 1er décembre 2019]. Disponible sur http://ile-en-ile.org/castera/.